# Börsrätt
Börsrätt är det begrepp som omfattar regleringen av värdepappersmarknadens regelsystem. Den svenska börsrätten började utvecklas under 1990-talet i och med inträdet i EU. Under senare år har börsrätten genomgått en omfattande och snabb förändring. Förändringen har berott dels på de EU-direktiv som implementerats och dels på att aktörerna ställt nya krav i takt med den ekonomiska globaliseringen. En särskilt stor förändring innebär införandet av MIFID-direktivet, Market of Financial Instruments Directive.